# Потапово-Тумбарлинское сельское поселение
Потапово-Тумбарлинское се́льское поселе́ние — муниципальное образование в Бавлинском районе Республики Татарстан Российской Федерации.
Административный центр — село Потапово-Тумбарла.

## История
Статус и границы сельского поселения установлены Законом Республики Татарстан от 31 января 2005 года № 16-З РТ «Об установлении границ территорий и статусе муниципального образования Бавлинский муниципальный район и муниципальных образований в его составе».

## Население
| 2010  | 2011  | 2012  | 2013  | 2014  | 2015  | 2016  |
| ----- | ----- | ----- | ----- | ----- | ----- | ----- |
| 1259  | ↘1255 | ↗1291 | ↘1237 | ↗1248 | ↘1231 | ↘1226 |
| 2017  | 2018  |       |       |       |       |       |
| ↘1219 | ↗1231 |       |       |       |       |       |

## Состав сельского поселения
| № | Населённый пункт  | Тип населённого пункта       | Население |
| - | ----------------- | ---------------------------- | --------- |
| 1 | Васькино Туйралы  | село                         |           |
| 2 | Воткин            | посёлок                      |           |
| 3 | Галкино           | деревня                      |           |
| 4 | Дубовка           | деревня                      |           |
| 5 | Потапово-Тумбарла | село, административный центр |           |